# مقاطعة تاكر (فرجينيا الغربية)
مقاطعة تاكر هي مقاطعة في فرجينيا الغربية، تتبع فيرجينيا الغربية، بلغ عدد سكانها 7٬141  نسمة، في 2010، عاصمتها بارسونز، تبلغ مساحتها 1٬091 كيلومتر مربع.

## الموقع
تشترك في الحدود مع:
- مقاطعة بريستون (فرجينيا الغربية).

## أعلام
- روبرت إس. غارنت